# Comuna Larga Nouă, Cahul
Larga Nouă este o comună din raionul Cahul, Republica Moldova. Cuprinde satele Larga Nouă și Larga Veche.

## Demografie
Structură etnică
     moldoveni (72,4%)
     ucraineni (1,37%)
     ruși (1,95%)
     găgăuzi (0,2%)
     bulgari (24,02%)
     români (0%)
     evrei (0%)
     polonezi (0%)
     țigani (0%)
     alte etnii / nedeclarată (0,06%)
Conform datelor recensământului din 2004, populația localității este de 1.536 locuitori, dintre care 766 (49,87%) bărbați și 770 (50,13%) femei. Structura etnică a populației în cadrul localității arată astfel:
- moldoveni — 1.112;
- ucraineni — 21;
- ruși — 30;
- găgăuzi — 3;
- bulgari — 369;
- altele / nedeclarată — 1.

## Administrație și politică
Componența Consiliului local Larga Nouă (9 consilieri), ales la 5 noiembrie 2023, este următoarea:
|  | Partid                               | Consilieri | Componență | Componență | Componență | Componență | Componență | Componență |
|  | ------------------------------------ | ---------- | ---------- | ---------- | ---------- | ---------- | ---------- | ---------- |
|  | Partidul Acțiune și Solidaritate     | 6          |            |            |            |            |            |            |
|  | Partidul Democrat Modern din Moldova | 3          |            |            |            |            |            |            |